# Giorgione
Giorgione (egentlig Giorgio Barbarelli) (født ca. 1478 i Castelfranco Veneto ved Venedig, død 1510 sammesteds) var en venetiansk maler.
Man ved kun lidt med sikkerhed om Giorgiones korte levned og om hans værker, selv de berømteste, råder der usikkerhed og strid; men selv om adskilligt af det, der længe er gået som "ægte Giorgione", ikke kan bestå for en nøjere kritik, hersker der så temmelig enighed om, at hele kredsen af Giorgiones billeder, de autentiske og efterlignernes, peger tilbage mod Giorgiones geni som den nyskabende faktor i kunstens udvikling. Fra sin fødeby kom han tidlig ind i Giovanni Bellinis værksted i Venezia, hvor han arbejdede sammen med Tizian. De tidligste billeder, man kender af Giorgione, er de to små Salomon’s Dom og Moses’ Ildprøve i Galleria degli Uffizi i Firenze; af nogle dog betragtede de som tvivlsomme. Snart efter malede han hjemme i sin by del skønne Madonna di Castelfranco en:Castelfranco Madonna (med S. Francisco og S. Liberale), der endnu findes i Caslelfrancos kirke, et ægte venetiansk værk, men allerede giorgionesk i den stille bløde stemning og i den ridderlig-verdslige forherligelse af kvindelig skønhed; den fine landskabs-komposition her og i de foregåenende billeder indvarsler Giorgiones epokegørende indsats i landskabsmaleriets historie. Atter i Venedig (ca. 1505) udsmykker han husfacader med olie- og freskomalerier, således på Fondaco dei Tedeschi de er forsvundne; berøring med Leonardo da Vincis og Fra Bartolommeos kunst har vel højnet hans syn for den menneskelige form i dens fri udfoldelse og dekorative linjeføring, og trænet i glødende venetiansk kolorit, tiltrukket af norditaliensk kunsts clairobscur står han da udrustet til sit kald; varmblodet og sensuel lever han med i det fornemme Venezias yppige liv, men døden, formentlig pesten, afbryder brat hans livsbane ca. 33 år gammel. I de værker, der særlig kendetegner Giorgiones kunst, "sker" der intet; bukolisk stemning hviler over det arkadiske sceneri; landskab og figurer stemmes sammen i blød samklang, i sart, drømmende følelse, og kvindelegemet udfolder sig i sin nøgenhed tvangfrit og naturselvfølgeligt som en skønhedens højeste åbenbaring.

## Efterligninger
Efterligning efter Giorgione blandt de kunstnere, der står under Giorgiones indflydelse, og hvis værker forveksles med hans, kan foruden de alt nævnte samtidige Tizian og Sebastiano del Piombo anføres Lorenzo Lotto, fra senere tid paduaneren Pietro della Vecchia, der var en meget dreven Giorgione-imitator.

### Eksempler
- Det berømte Koncerten (Pastoral koncerten) på Louvre, er af nogle tilskrevet Sebastiano del Piombo, men Louvre tilskriver nu værket Tizian
- Koncerten Palazzo Pitti, Firenze; nu gerne tilskrevet Tizian
- Malteserridderen, Galleria degli Uffizi; også tilskrevet Tizian
- De tre Livsaldere, Palazzo Pitti; måske af Morto da Feltre

## Galleri
- The Castelfranco Madonna,før den seneste rengøring. Giorgione eneste altertavle
- Fra "Allendale gruppe", den lilleTilbedelse af Magi, predella, London
- La Vecchia, "Den gamle dame", Accademia. "Col tempo", eller "Med alderen" læser papiret
- Il Tramonte, London. Lidet kendt indtil midten af det 20. århundrede, og stadig en kontroversiel attribution
- Portræt af en mand, Berlin, en af de hyppigst tilskrivende portrætter
- Portræt af en mand, San Diego, et andet af de mere hyppigt tilskrivende portrætter
- Portræt af en ung mand, Budapest, meget smuk, men beskadiget
- Sovende Venus, ca. 1510, Gemäldegalerie Alte Meister, Dresden
- Pastoral Koncert. Louvre, Paris. Et arbejde, som Louvre nu tilskriver Tizian ca. 1509.[4]
- Moses’ Ildprøve